# Diócesis de Moray
La diócesis de Moray (en latín: Dioecesis Moraviensis y en inglés: Diocese of Moray) fue una circunscripción eclesiástica de la Iglesia católica en el Reino Unido. Se trataba de una diócesis latina, sufragánea de la arquidiócesis de San Andrés. Fue suprimida de hecho el 20 de junio de 1573 al fallecer su último obispo católico.

## Territorio y organización

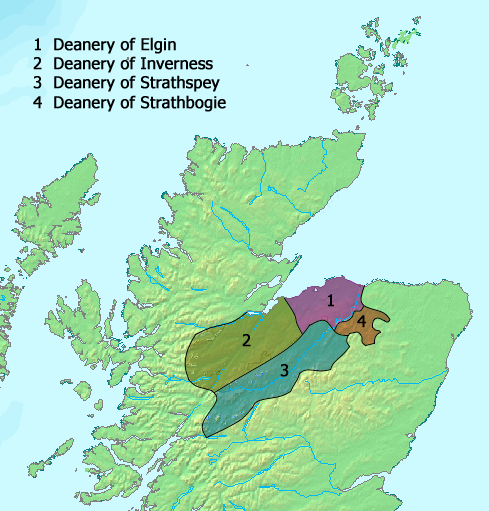
Mapa de los decanatos

La diócesis extendía su jurisdicción sobre los fieles católicos de rito latino residentes en parte del norte de Escocia.

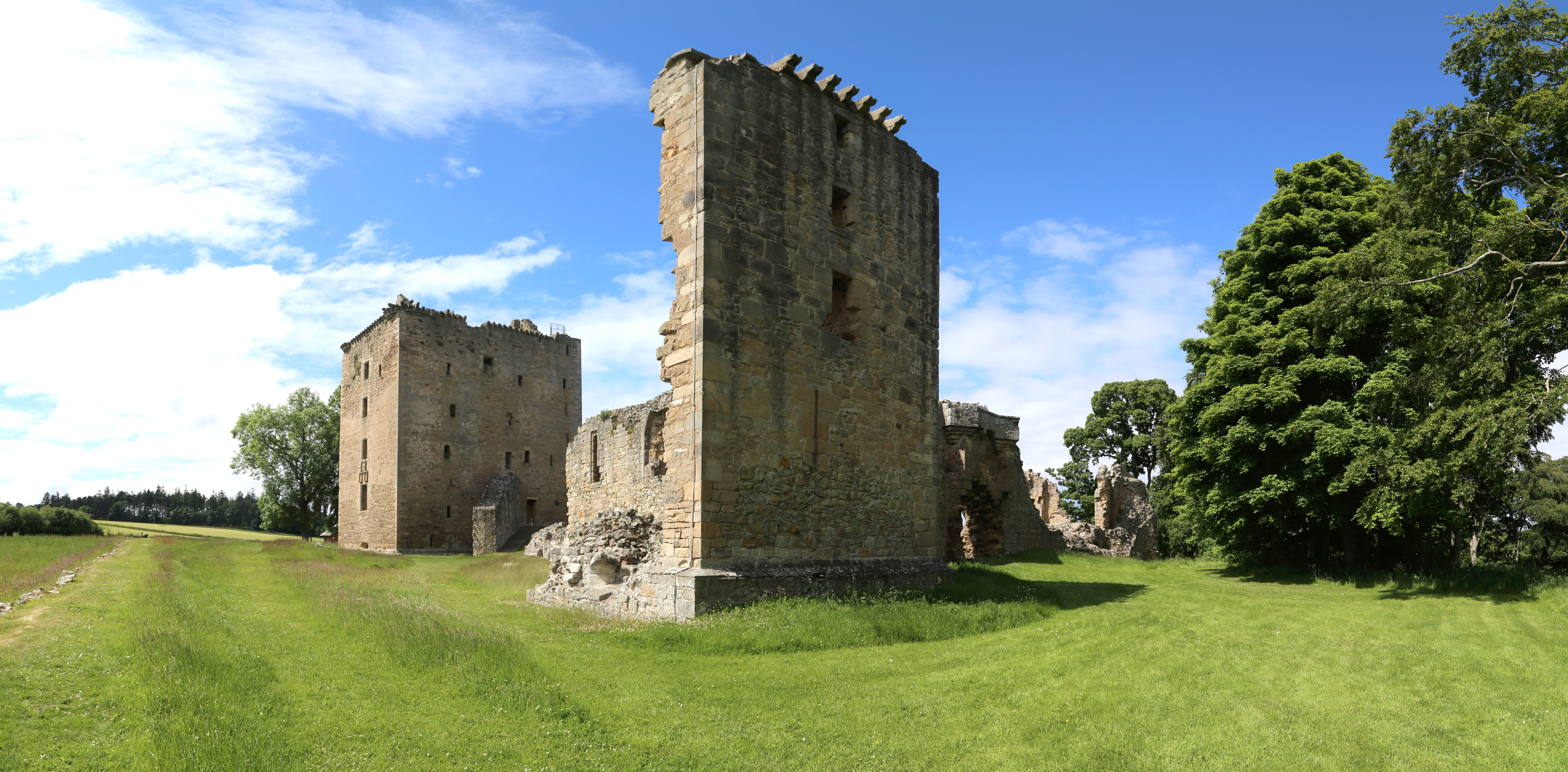
Ruinas de la residencia episcopal de Spynie

La sede de la diócesis se encontraba en la ciudad de Elgin, en donde se hallan las ruinas de la Catedral de la Santísima Trinidad, abandonada en 1560 durante la Reforma escocesa.
En la diócesis existían 72 parroquias agrupadas en 4 decanatos: Elgin, Inverness, Strathbogie y Strathspey.

## Historia
La diócesis de Moray fue erigida a principios del siglo XII durante el reinado de David I. El primer obispo conocido es Gregorio, mencionado en 1127 en una carta del mismo rey.
Los primeros obispos no tenían una sede estable. Inicialmente la sede episcopal fue Birnie y más tarde Kinneddar. El 7 de abril de 1206 el papa Inocencio III concedió al obispo Brice Douglas permiso para erigir una nueva catedral en Spynie, dotándola de un capítulo de canónigos y diversos ingresos. El 19 de julio de 1224 la sede episcopal fue finalmente trasladada a Elgin.
Inicialmente la diócesis estaba inmediatamente sujeta a la Santa Sede. El 17 de agosto de 1472 pasó a formar parte de la provincia eclesiástica de San Andrés.
El último obispo católico de Moray fue Patrick Hepburn, quien murió en 1573. Padre de trece hijos con cinco mujeres diferentes no tomó posición sobre la Reforma escocesa, encerrándose en su palacio de Spynie para cuidar de sus propios intereses, atrayendo tanto el desprecio general que los protestantes arrancaron el techo de su catedral, destinada así a la ruina. Fue sucedido por Georges Douglas, el primer obispo nombrado por la Iglesia episcopal escocesa.

## Episcopologio
- Gregory † (1114-1127)
- William † (1153-24 de enero de 1162 falleció)
- Felix † (1166-circa 1171 falleció)
- Simon de Tosny † (1171-1184 falleció)
- Richard de Lincoln † (15 de marzo de 1187-1203 falleció)
- Brice Douglas † (1203-1222 falleció)
- Andreas de Moray † (1221-1243 falleció)
- Simon de Gunby † (1244-1253 falleció)
- Archibald † (1253-9 de diciembre de 1298 falleció)
- David de Moray † (30 de junio de 1299-20 de enero de 1326 falleció)
- John de Pilmuir † (31 de marzo de 1326-28 de septiembre de 1362 falleció)
- Alexander Bur † (23 de diciembre de 1362-15 de mayo de 1397 falleció)
- William de Spynie † (1 de septiembre de 1397-2 de agosto de 1406 falleció)
- John de Innes † (12 de enero de 1407-25 de abril de 1414 falleció)
- Henry de Lichton † (8 de marzo de 1415-1 de abril de 1422 nombrado obispo de Aberdeen)
- Columba de Dunbar † (3 de abril de 1422-1435 falleció)
- John de Winchester † (23 de marzo de 1435-1 de abril de 1460 falleció)
- James Stewart † (27 de junio de 1460-? renunció)
- David Stewart † (10 de diciembre de 1463-1476 falleció)
- William de Tulloch † (12 de febrero de 1477-1482 falleció)
- Andrew Stewart † (7 de agosto de 1482-1501 falleció)
- Andrew Foreman, O.S.A. † (26 de noviembre de 1501-15 de julio de 1513 nombrado arzobispo de Bourges)
- James Hepburn † (14 de mayo de 1516-abril de 1524 falleció)
- Robert Shaw, O.Clun. † (17 de mayo de 1525-antes de noviembre de 1527 falleció)
- Alexander Stewart † (13 de septiembre de 1529-21 de diciembre de 1537 falleció)
- Patrick Hepburn † (14 de junio de 1538-20 de junio de 1573 falleció)